# Gouvernement de cabinet
Un gouvernement de cabinet ou gouvernement parlementaire, est l'expression utilisée par Maurice Hauriou dans son Précis de droit constitutionnel (1re édition 1923, 2e édition Sirey 1929).
Il le définit comme  "[...]une forme de gouvernement, à base de régime représentatif et de séparation des pouvoirs souple, dans laquelle une collaboration est établie, entre le pouvoir exécutif et le parlement composé de deux chambres, et dans laquelle un contact continuel est maintenu entre ces deux pouvoirs par l’intermédiaire d’un organe exécutif qui est le cabinet des ministres, lequel partage avec le chef de l’État la direction du gouvernement, mais ne peut gouverner qu’en s’assurant la confiance continue du Parlement, parce qu’il est politiquement responsable devant celui-ci.."

## Sources
- Précis de droit constitutionnel de Maurice Hauriou, p. 360